# Бертрам VIII фон Неселроде
Бертрам VIII фон Неселроде (на немски: Bertram VIII Freiherr von Nesselrode; * 1625; † 1701) e фрайхер от древния род Неселроде, господар на Ересхофен в Северен Рейн-Вестфалия, рицар, таен съветник на Курфюрство Майнц, канцлер и наследствен маршал на Херцогство Берг.
Той е син на фрайхер Адолф фон Неселроде цу Ересхофен, Тум и Вегберг (1592 – 1635) и съпругата му Анна Катарина фон Зьотерн цу Лемберг (1592 – 1629), дъщеря на Лудвиг Александер фон Зьотерн цу Лемберг († 1612) и Елизабет фон Насау-Шпуркенбург († сл. 1631). Внук е на Вилхелм фон Неселроде, господар на Ересхофен и Тум († сл. 1585) и фрайин Мария Елизабет фон Шварценберг († 1599). Той има две сестри. Баща му има висока служба при наследствения маршал на графство Берг и се жени втори път за фон дер Реке.
Вилхелм фон Неселроде († 1399) получава през 1396 г. Ересховен, който остава 500 години резиденция на фамилията Неселроде до 1920 г.
Бертрам VIII фон Неселроде е издигнат на 3 юли 1653 г. на имперски фрйхер (барон) заедно със син му Филип Вилхелм Кристоф.
Бертрам VIII фон Неселроде умира на 76 години през 1701 г.

## Фамилия
Бертрам VIII фон Неселроде се жени за Мария Магдалена фон Хатцфелд-Вилденбург (1628 – 1660), дъщеря на Йохан Адриан фон Хатцфелд († 1680) и Ана Фос Щафел цу Бокел († 1641). Те имат децата:
- Вилхелм Франц Йохан Бертрам (* 1638; † 30 септември 1732), дипломат, 1703 г. епископ на Фюнфкирхен/Печ (Унгария), 1721 г. издигнат на имперски граф
- Филип Вилхелм Кристоф (* ок. 1647; † 1704), фрайхер, висш чиновник на наследствения маршал на Графство Берг и става ръководител на рицарството Берг, на 12 ноември 1695 г. във Виена получава унгарски „индигенат“; женен на 12 февруари 1668 г. за фрайин Адриана Александрина Франциска фон Лееродт (* ок. 1646; † 1728); имат 5 деца
- Анна Катарина, омъжена за Адолф Винанд фон Хофкирхен
- Анна Елизабет, омъжена за Йохан Максимилиан Карл Арнолд фон Хоенбройч-Геул
- Мария Франциска, омъжена за Фердинанд фон дем Бонгарт
- Йохан Гозвин, рицар на Тевтонския орден